# Сертифікат (складність обчислень)
У теорії складності обчислень, сертифікат (також називається свідченням) певної задачі — це рядок, який підтверджує (засвідчує, сертифікує) розв'язок цієї задачі; тест, який перевіряє відповідь на цю задачу.
Приклади
- Задача. Чи вірно, що серед чисел (-2, -3, 15, 14, 7, -10, …) є такі, що їхня сума дорівнює 0? 
 Відповідь: так. Сертифікат. -2 -3 + 15 -10 = 0.
- Задача. Скільки існує варіантів розкладення числа {\displaystyle 5} у суму натуральних чисел. 
 Відповідь: {\displaystyle 7} варіантів. Сертифікат: 5, 4+1, 3+2, 3+1+1, 2+2+1, 2+1+1+1, 1+1+1+1+1.
- Задача. Знайти корені рівняння {\displaystyle x^{n}=1.} 
 Відповідь 1. {\displaystyle x_{k}=e^{ki\varphi },\ i={\sqrt {-1}},\ \varphi =2\pi /n,\ k=1..n.} 
 Сертифікат. Відомо, що {\displaystyle e^{2\pi {\sqrt {-1}}}=1}, отже, {\displaystyle x_{k}^{n}=e^{k2\pi {\sqrt {-1}}}=1}
 Відповідь 2. {\displaystyle x_{k}=\cos(k\varphi )+i\sin(k\varphi ),\ i={\sqrt {-1}},\ \varphi =2\pi /n,\ k=1..n.} 
 Сертифікат. {\displaystyle \forall x:\cos x+{\sqrt {-1}}\sin x=e^{{\sqrt {-1}}x},} далі див. відповідь 1.